# Sistema por unidad
El sistema por unidad (pu, per-unit en inglés) de cualquier cantidad se define como la relación entre esta cantidad y la cantidad base y se expresa como un decimal. En la Ingeniería Eléctrica, en el campo de los sistemas eléctricos de potencia, se expresan las cantidades eléctricas (potencia, tensión, Corriente, impedancia) como valores en por unidad.

{\displaystyle pu={\frac {Cantidad}{CantidadBase}}}
Por ejemplo, pensemos en el tablero de una subestación, observamos en el indicador de voltaje de barras y tenemos un voltaje de 126 kV, este valor adquiriría un significado adicional si establecemos como base un voltaje nominal de 120 kV entonces sabríamos que tenemos un sobre voltaje ya que el valor de 126 kV equivale a un 1.05 pu del valor nominal base de 120 kV.
{\displaystyle Vpu={\frac {Vbarras}{Vbase}}}
{\displaystyle Vpu={\frac {126kV}{120kV}}=1.05pu}
La relación en por ciento(%) es 100 veces el valor en por unidad ({\displaystyle 1/0}). Ambos métodos de cálculo; el porcentual y el por unidad son más simples y más informativos que los voltios, amperios y ohmios reales.
El método por unidad tiene una ventaja sobre el porcentual: el producto de dos cantidades expresadas en por unidad se expresa también en por unidad, mientras que el producto de dos cantidades dadas en por ciento se debe dividir entre 100 para obtener el resultado en por ciento.

## Ventajas y consideraciones de los cálculos en por unidad
La ventaja de los cálculos en el sistema por unidad solo se aprecia en la práctica, al simplificar el trabajo en gran medida.
1. Una de las ventajas principales de utilizar cálculos en por unidad en el análisis de sistemas eléctricos de potencia es que cuando se especifican apropiadamente las bases para las diferentes partes del sistema, los valores en por unidad  de las impedancias en donde se encuentran, son iguales a aquellos vistos desde la otra parte. Por lo que solo es necesario calcular cada impedancia sobre la base en donde se encuentra. En resumen la gran ventaja proviene  en que no se requieren cálculos para referir la impedancia de un lado del transformador al otro.
2. Para otras partes del sistema, es decir para otros lados del transformador, se determinan los kilovoltios base de cada parte de acuerdo con las relaciones de voltaje línea a línea de los transformadores. Los kilo amperes base serán los mismos en todo el sistema.
3. Generalmente la información disponible sobre la impedancia de los transformadores trifásicos está disponible en por unidad o en  por ciento sobre la base de sus valores nominales.
4. Para tres transformadores monofásicos conectados como una unidad trifásica , los valores nominales trifásicos se determinan de los nominales monofásicos de cada transformador. La impedancia  en por ciento, de la unidad trifásica  es la misma que la de los transformadores individuales.
5. Generalmente los fabricantes especifican la impedancia de una pieza de equipo en por ciento o en por unidad sobre la base de los valores de placa nominales.
6. Las impedancias en por unidad de máquinas del mismo tipo y valores nominales muy diferentes quedan dentro de un estrecho rango, aunque sus valores óhmicos difieran grandemente. Por esta razón es posible seleccionar, cuando no se conoce la impedancia, valores promedio tabulados razonablemente correctos.
7. De una manera general, la experiencia de trabajar con valores en por unidad, familiariza con valores típicos de impedancia de los diferentes equipos, además de otras cantidades que tienen también un comportamiento visiblemente típico en los rangos por unidad como las corrientes de cortocircuito y los voltajes de los buses.
8. La impedancia en por unidad una vez que es referida sobre una base apropiada es la misma independientemente del lado del transformador a la que este referida.
9. La manera en que se conectan los transformadores en circuitos trifásicos no afecta a las impedancias en por unidad del circuito equivalente, aunque la conexión del transformador determine la relación de los voltajes base  a los lados del transformador.